# 에런 맥기히
에런 맥기히(Ehren McGhehey, 1976년 11월 29일 ~ )는 미국의 스턴트 배우, 배우이다.

## 출연 작품

### 영화
- 잭애스 (2002)
  - 잭애스 2 (2006)
  - 잭애스 3D (2010)
  - 잭애스 3.5 (2011)
  - 잭애스 포에버 (2022)
- 그라인드 (2003, Grind)
- Dishdogz (2006)

### 텔레비전
- 잭애스 (2000-01)